# Posse de Juscelino Kubitschek
Juscelino Kubitschek e João Goulart tomaram posse como 21º presidente do Brasil e 14º vice-presidente do Brasil, respectivamente, no dia 31 de janeiro de 1956, em cerimônia realizada no Congresso Nacional no Rio de Janeiro, até então, capital do Brasil.
A posse de Juscelino foi a última realizada no Rio de Janeiro, já que Brasília foi inaugurada em 1960 e no ano seguinte foi palco da posse de seu sucessor, Jânio Quadros.

## Antecedentes
Em um cenário conturbado, Juscelino Kubitschek assumiu a presidência, com seus opositores da UDN, apoiados pelo vice-presidente Café Filho, buscaram se manter no poder. Porém, a aliança PSD-PTB frustrou as pretensões udenistas, com JK sendo eleito em outubro de 1955 com 36% dos votos e João Goulart ganhou para vice-presidente.
Diante da dupla, a UDN, liderada pelo deputado Carlos Lacerda, procurou impugnar o resultado das eleições, sob o argumento de que Juscelino não teria sido escolhido pela maioria do eleitorado. Naquela época, contudo, essa não era uma exigência e só havia um turno.
Além dos políticos udenistas, o movimento golpista para impedir a posse de JK contou com o apoio da ala conservadora do Exército e do presidente interino Carlos Luz que tinha tomado posse após o afastamento de Café Filho por motivos de saúde. A posse de Juscelino e de João Goulart  só foi assegurada graças a o chamado Golpe Preventivo, em 11 de novembro, do General Teixeira Lott.

## Cerimônia
Com um forte esquema de segurança que começo da Aterro do Flamengo até o Palácio Tiradentes, então sede da Câmara dos Deputados, a cerimônia começou ás 15h15 e foi presidida pelo presidente da câmara, a presidência do Senado estava vaga, com Juscelino e João Goulart fazendo o juramento e assinando o Livro de posse.
Em seguida, ambos foram em carro aberto para o Palácio do Catete para o então presidente Nereu Ramos fazer a transmissão do cargo, quando Ramos fez um discurso falando que JK assumia o país "em hora de grandes transformações então menor expectativas de toda a nação" e em seguida Juscelino fez seu discurso.

### Discurso
Trecho do discurso de JK:
| “ | Recebendo das mãos de Vossa Excelência, Senhor Ministro Presidente do Tribunal Superior Eleitoral, os diplomas de Presidente e Vice-Presidente da República, experimentamos uma sensação ao mesmo tempo de júbilo e de terrível responsabilidade. O júbilo vem de tertido desenvolvimento pacífico e legal a crise brasileira; quanto à temerosa responsabilidade, estão na consciência de todos os inúmeros problemas que tem de enfrentar quem vai governar este pais. | ” |

Após a posse dos ministros, JK acena ao povo da sacada do palácio.

### Manifestações
Durante a posse, manifestantes do Partido Comunista Brasileiro pediram a volta da legalidade do partido e o fim do estado de sítio foram presos. também houve manifestações de Queremistas, que apoiaram Juscelino, mas foram de cunho principalmente a favor de Getúlio Vargas, incluindo orações em volta da estátua do ex-presidente.

## Reações internacionais
Japão: O imperador Hirohito enviou um telegrama com felicitações ao novo presidente.